# KK Zlatorog
Košarkarski klub Zlatorog Laško je profesionalni slovenski košarkarski klub, ki že vrsto let uspešno nastopa v 1. slovenski košarkarski ligi. Klub prihaja iz Laškega, svoje tekme pa igra v dvorani Tri lilije, ki sprejme 2.500 obiskovalcev.

## Zgodovina
Klub je bil ustanovljen leta 1969. Do leta 1972 je tamkajšnji košarkarski klub nastopal pod imenom KK Laško, kasneje se je preimenoval v KK Zlatorog. Leta 1994 se je laški prvoligaš preimenoval v KK Pivovarna Laško, od leta 2006 pa ponovno nosi ime KK Zlatorog Laško. Kljub kratki zgodovini je KK Zlatorog dosegel številne uspehe. Leta 2004 so postali zmagovalci Pokala Slovenije, še šestkrat so bili v finalu pokala Slovenije. V letih 1999, 2000, 2004 so bili tudi finalisti 1.A slovenske košarkarske lige. Dvakrat so tudi osvojili slovenski superpokal, v letih 2004 in 2005. Leta 2002 so bili tudi udeleženci finalnega turnirja Jadranske lige. Svoj pečat so pustili tudi v evropskih košarkarskih pokalih, leta 2002 so bili polfinalisti evropskega pokala Radivoja Korača, leta 2000 so nastopili v Evroligi, leta 1999 pa so bili četrtfinalisti evropskega pokala Saporta. V sezoni 2010/11 so redni del lige Telemach končali na prvem mestu, dosegli so namreč 15 zmag in 1 poraz. V ligi za prvaka so nato osvojili četrto mesto in se v polfinalu pomerili s Krko, ki se je na koncu veselila naslova državnih prvakov. Z uvrstitvijo v polfinale so dosegli tudi uvrstitev v regionalno ligo ABA.
Sezono 2011/12 so zaznamovale številne spremembe v igralskem in strokovnem kadru. V ligi ABA so s samo dvema zmagamo osvojili zadnje mesto, v slovenskem državnem prvenstvu pa so se uvrstili v polfinale. V zadnji sezoni, ko je klub prevzel Miloš Šporar, je klub dosegel svojo 14. uvrstitev v polfinale državnega prvenstva, kjer je na koncu osvojil 4. mesto. Po sezoni se je uprava odločila, da na mesto glavnega trenerja imenuje Predraga Jaćimovića, v klub pa se je po dolgih letih vrnil legenda kluba Goran Jurak, ki je podpisal triletno pogodbo.

Številne uspehe so dosegli tudi med mlajšimi kategorijami, kadeti KK Zlatorog so kar trikrat postali državni prvaki, vsako leto pa se mlajše selekcije uvrščajo med najboljše ekipe v državi. Tako je bilo tudi v zadnji sezoni, saj sta se na finalni turnir uvrstili kadetska in mladinska ekipa Zlatoroga.

## Igralski kader
| Številka | Igralec                    | Igralni položaj | Višina | Leto rojstva |
| 1        | Žan Vodiškar               | Branilec        |        |              |
| 4        | Jure Ivšek                 | Branilec        |        |              |
| 5        | Cleveland Joseph Thomas JR | Branilec        |        |              |
| 6        | Matej Rojc                 | Branilec        |        |              |
| 7        | Blaž Ivec                  | Branilec        |        |              |
| 9        | Nejc Barič                 | Branilec        |        |              |
| 10       | Denis Lipovšek             | Branilec        |        |              |
| 11       | Ožbej Glavan               | Branilec        |        |              |
| 12       | Jan Kellner                | Branilec        |        |              |
| 14       | Luka Horvat                | Branilec        |        |              |
| 15       | Miloš Miljković            | Krilni center   |        |              |
| 19       | Rene Grdadolnik            | Krilni center   |        |              |
| 21       | Jalen Dontae Lindsey       | Krilni center   |        |              |
| 22       | Michael Emani Gant         | Krilni center   |        |              |

## Strokovni kader
- Trener:  Christopher Thomas
- Pomočnik trenerja: Gregor Balek
- Kondicijski trener:  Rosana Krajnc
- Tehnični vodja:  Zdenko Lipovšek
- Maser:  Tomaž Šubej

## Znameniti igralci
| - Sani Bečirovič - Dragan Dojčin - Saša Dončić - Ervin Dragšič - Slavko Duščak - Miljan Goljović - Gregor Hafnar - Lance Harris - Ori Ichaki | - Nebojša Joksimovič - Goran Jurak - Aleš Kunc - Ermal Kuqo - Samir Lerić - Mileta Lisica - Chester Mason - Boštjan Nachbar | - Radek Nečas - Elvir Ovčina - Smiljan Pavič - Hasan Rizvić - Nejc Strnad - Matjaž Tovornik - Robert Troha - Samo Udrih |